# Boulogne-sur-Helpe
Boulogne-sur-Helpe ist eine französische Gemeinde im Département Nord in der Region Hauts-de-France. Sie gehört zum Kanton Avesnes-sur-Helpe im Arrondissement Avesnes-sur-Helpe. Die Bewohner nennen sich Boulonnais oder Boulonnaises.

## Geografie
Die Gemeinde Boulogne-sur-Helpe liegt an der Helpe Mineure, 22 Kilometer südlich von Maubeuge und 18 Kilometer westlich der Grenze zu Belgien. Die Nachbargemeinden sind Haut-Lieu im Norden, Étrœungt im Südosten, Floyon im Südwesten und Cartignies im Westen.

## Bevölkerungsentwicklung
| Jahr                       | 1962 | 1968 | 1975 | 1982 | 1990 | 1999 | 2008 | 2013 | 2020 |
| Einwohner                  | 406  | 387  | 346  | 315  | 319  | 317  | 322  | 322  | 325  |
| Quellen: Cassini und INSEE |      |      |      |      |      |      |      |      |      |

## Sehenswürdigkeiten

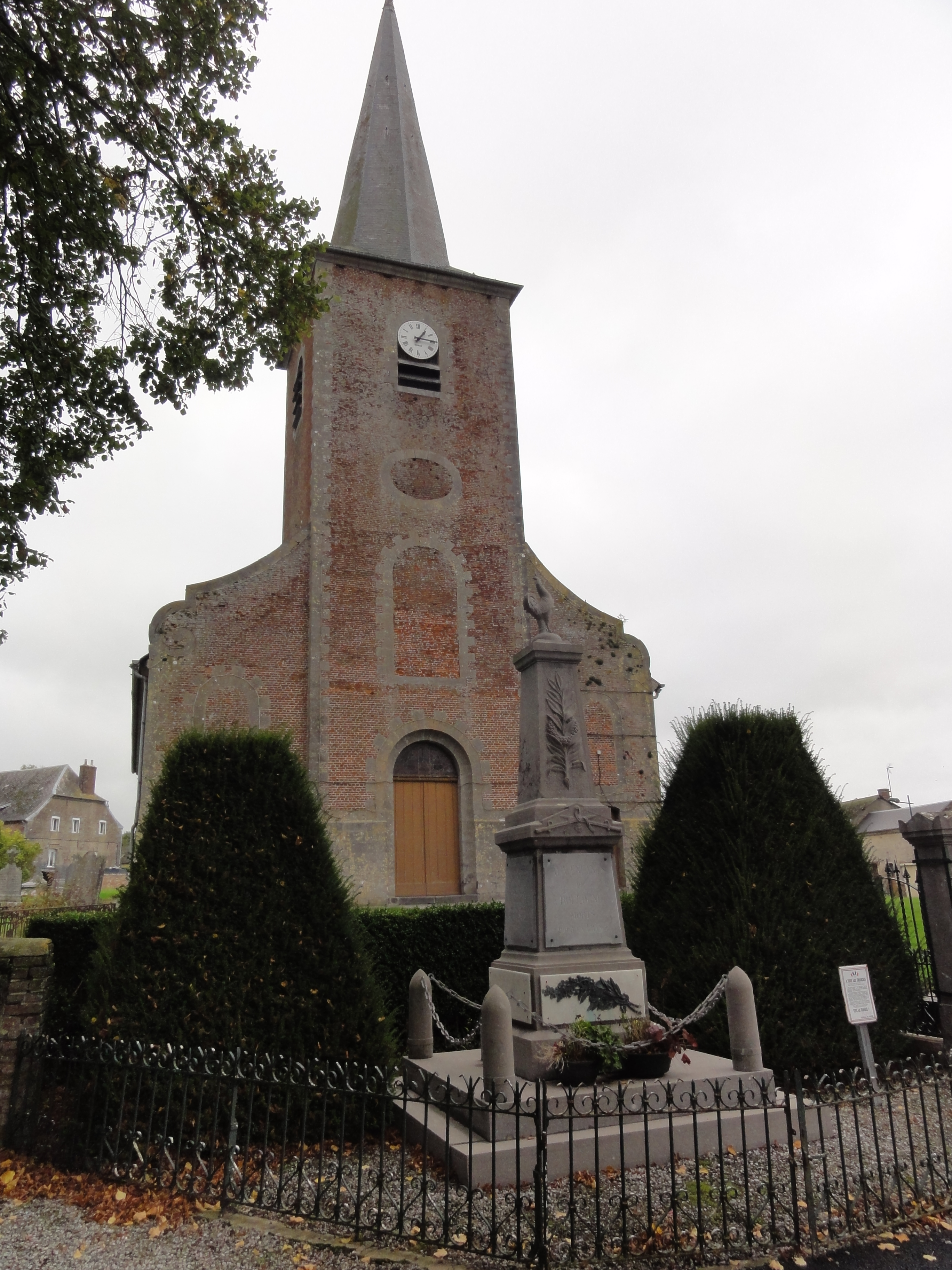
Kirche Mariä Himmelfahrt
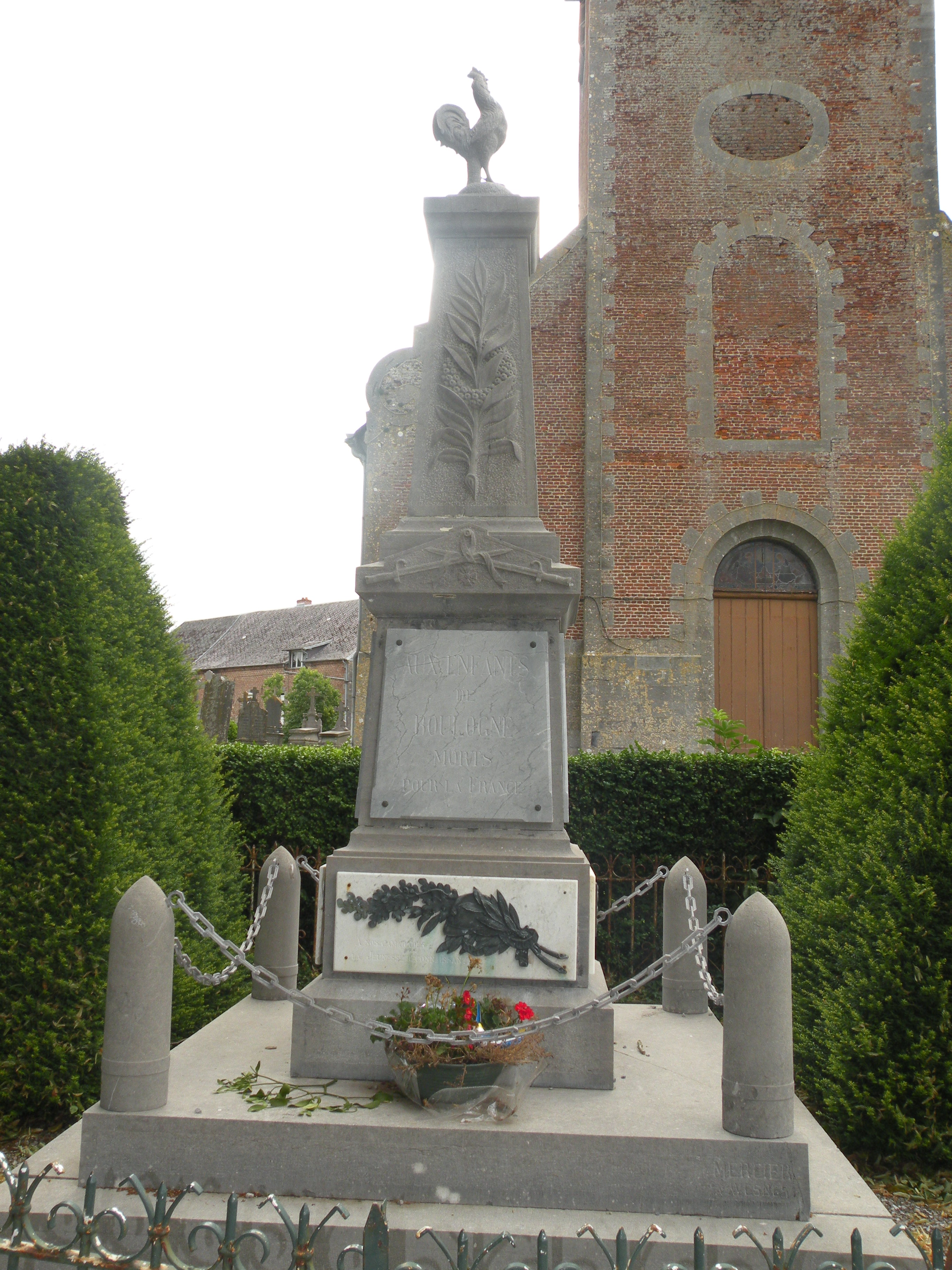
Gefallenendenkmal

- Kirche Mariä Himmelfahrt
- Gefallenendenkmal